# Митрягин, Владимир Фёдорович
Владимир Фёдорович Митрягин (1915—1995) — полковник Советской Армии, участник Великой Отечественной войны, Герой Советского Союза (1945).

## Биография
Владимир Митрягин родился 8 февраля 1915 года в Симбирске (ныне — Ульяновск). После окончания семи классов школы и школы фабрично-заводского ученичества работал в Москве сначала на заводе, затем в метрополитене. В 1937—1939 годах служил в Рабоче-крестьянской Красной Армии. В июне 1941 года Митрягин снова был призван в армию. С июля того же года — на фронтах Великой Отечественной войны. В 1943 году окончил Чкаловское танковое училище.
К декабрю 1944 года лейтенант Владимир Митрягин командовал батареей 1505-го самоходного артиллерийского полка 46-й армии 2-го Украинского фронта. Отличился во время освобождения Венгрии. 6-7 декабря 1944 года батарея Митрягина участвовала в боях на плацдарме на берегу Дуная в районе города Эрчи, отразив шесть немецких контратак, нанеся противнику большие потери.
Указом Президиума Верховного Совета СССР от 24 марта 1945 года за «образцовое выполнение боевых заданий командования на фронте борьбы с немецкими захватчиками и проявленные при этом отвагу и геройство» лейтенант Владимир Митрягин был удостоен высокого звания Героя Советского Союза с вручением ордена Ленина и медали «Золотая Звезда».
После окончания войны Митрягин продолжил службу в Советской Армии. В 1961 году в звании полковника он был уволен в запас. Проживал и работал в Санкт-Петербурге. Скончался 4 августа 1995 года, похоронен на Ковалевском кладбище во Всеволожском районе Ленинградской области.
Был также награждён орденом Красного Знамени, двумя орденами Отечественной войны 1-й степени, орденами Отечественной войны 2-й степени и Красной Звезды, рядом медалей.

## Память
Имя Владимира Митрягина есть на мемориальной доске Обелиска «30 лет Победы» в Ульяновске.

Мемориальная доска с именем Героя.